# Спорт в Катаре
Спорт в Катаре в первую очередь сосредоточен на футболе с точки зрения участия и зрителей. Кроме футбола в Катаре широко распространена атлетика, баскетбол, гандбол, волейбол, верблюжье гонки, скачки, крикет и плавание. В настоящее время в стране насчитывается 11 многопрофильных и 7 однопрофильных клубов.
Крупнейшим спортивным событием, проведённым в Катаре, были летние Азиатские игры 2006 года, которые проводились в Дохе. Было зарегистрировано 46 дисциплин. 2 декабря 2010 года Катар выиграл права на проведение чемпионата мира по футболу 2022 года, став тем самым первой арабской страной, принимающей турнир.

## Мини-футбол
Мини-футбол официально стал санкционированным видом спорта в 2007 году, когда была сформирована профессиональная лига по мини-футболу Катара. Женская лига по мини-футболу была сформирована в 2009 году.

## Баскетбол

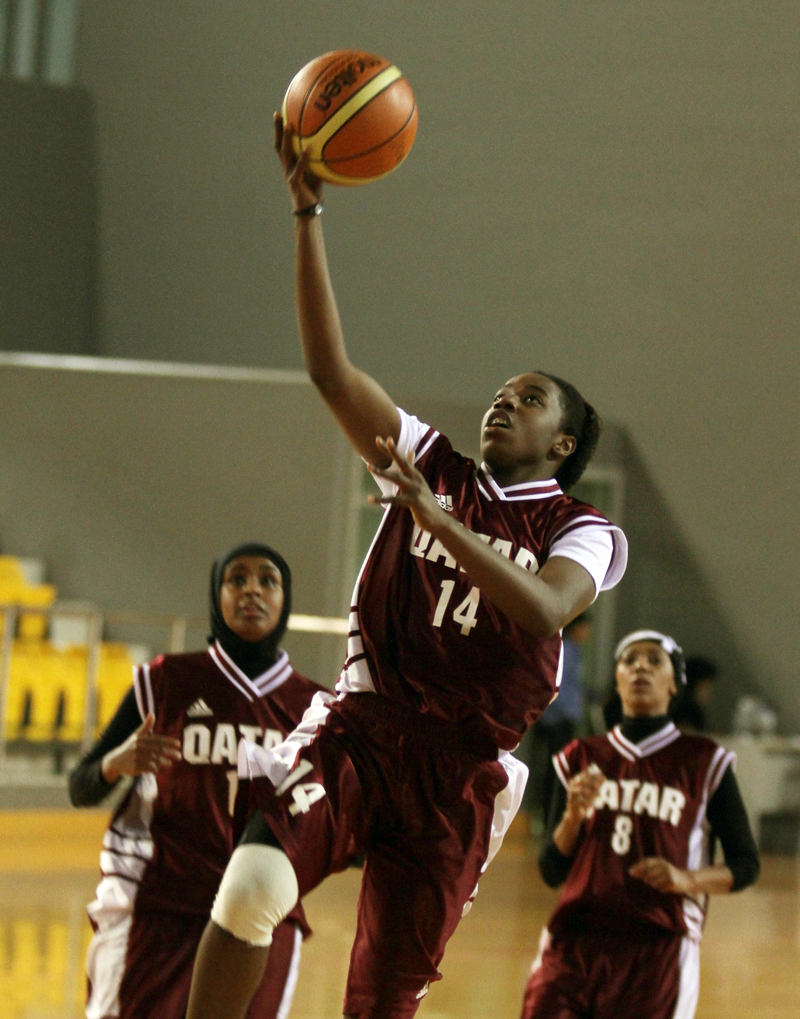
Игроки в баскетбол из Катара

Баскетбол становится все более популярным видом спорта в Катаре. Этот вид спорта находится в ведении Федерации баскетбола Катара (QBF). Катарская федерация по баскетболу была создана в 1964 году.